# Nya Testamentets budskap
NTB (Nya testamentets budskap) är en serie bibelkommentarer till Nya testamentet som ges ut av bokförlaget Libris. Huvudredaktör för serien är teologie doktor Mikael Tellbe. Syftet med serien är enligt redaktionen tre: För det första vill NTB peka på "bibelrummets interiör" genom att förklara bibeltexternas bakgrund och budskap i deras eget sammanhang. NTB vill, för det andra, öppna dörrar och fönster mot vår egen tid genom att reflektera över bibelordets budskap och tillämpning i dag. För det tredje har NTB som målsättning att presentera utläggningen av bibeltexterna i en modern, tillgänglig och läsbar form.
Sammanlagt var sjutton volymer planerade med hjälp av ett flertal författare.

## Utkomna volymer
- Så räddar Gud världen. Romarbrevet, Hans Johansson (2006)
- Tröst och trots. Uppenbarelseboken, Leif Carlsson (2007)
- För att ni skall tro. Johannesevangeliet, LarsOlov Eriksson (2007)
- Det odelade livet. Jakobsbrevet, Maria König (2009)
- Med blicken fäst på Jesus. Hebreerbrevet, Tommy Wasserman (2010)
- Korsmärkt Gemenskap. Första Korinthierbrevet, Mikael Tellbe (2011)
- Dårskap och vänskap. Galaterbrevet och Filipperbrevet, Carl-Magnus Carlstein (2012)
- Främlingar i världen. Första Petrusbrevet, James Starr (2015)
- Guds rike är nära! Markusevangeliet, Anna Runesson (2016)
- Ledare i motvind. Andra Korinthierbrevet, Marcus Sönnerbrandt och Sören Perder (2017)
- Ordets tillblivelse. Lukasevangeliet, Lennart Thörn (2017)
- I väntan på återkomsten. Thessalonikerbreven, Leif Carlsson (2018)
- Messias och hans folk. Matteusevangeliet, Tobias Hägerland (2020)
- Kärlek och sanning. Johannesbreven, Judasbrevet och Andra Petrusbrevet, Josef Bergdahl och David Nyström (2021)
- Ledd för att leda. Timotheosbreven och Titusbrevet, Mikael Tellbe (2022)
- Kristus – allt i alla. Efesierbrevet, Kolosserbrevet och Filemonbrevet, Anna Enberg och Rikard Roitto (2025)

## Planerade volymer
- Apostlagärningarna, Anders Sjöberg
- Pastoralbreven, Mikael Tellbe